# Aéroport de Poltava
L’aéroport de Poltava (ukrainien : Аеропорт «Полтава» (Супрунівка)) est un aéroport public situé à 7 km à l'ouest de la ville de Poltava en Ukraine. Une autre piste se trouve près de Poltava, la base aérienne de Poltava.
Le second nom de l'aéroport est Suprunivka (ukrainien : Супрунівка, russe : Супруновка), et il est parfois appelé Ivashky (russe : Ивашки) par les Russes.

## Situation
| Berdiansk Oujhorod Brody Ouman Kanatove Konotop Djankoï Tchouhouïv Kryvyï Rih Donetsk Sébastopol DniproVesseloïeBaheroveHorodokChersonèseGvardeïskoïeKatchaIvano-Frankivsk Izmaïl JovtneveJytomyr Koulbakino Kharkiv · Charcovie Khmelnytskyï Kherson KrementchoukKiev/Kyïv · Jouliany Kiev/Kyïv · Boryspil Kryvyï Rih Kolomya Loutsk Louhansk LvivMarioupol Mykolaïv Myrhorod Nijyn Odessa Poltava Rivne Sambir Simferopol Starokostiantyniv Tchernivtsi Vinnytsia Zaporijjia |

## Statistiques
Pour des raisons techniques, il est temporairement impossible d'afficher le graphique qui aurait dû être présenté ici.

Voir la requête brute et les sources sur Wikidata.